# Lucedale
Lucedale és una població dels Estats Units a l'estat de Mississipi. Segons el cens del 2000 tenia 2.458 habitants.

## Demografia
Segons el cens del 2000, Lucedale tenia 2.458 habitants, 916 habitatges, i 628 famílies. La densitat de població era de 249,7 habitants per km².
Dels 916 habitatges en un 31,4% hi vivien nens de menys de 18 anys, en un 45% hi vivien parelles casades, en un 20,6% dones solteres, i en un 31,4% no eren unitats familiars. En el 29,4% dels habitatges hi vivien persones soles el 14,4% de les quals corresponia a persones de 65 anys o més que vivien soles. El nombre mitjà de persones vivint en cada habitatge era de 2,44 i el nombre mitjà de persones que vivien en cada família era de 3,01.
Per edats la població es repartia de la següent manera: un 26,9% tenia menys de 18 anys, un 10,1% entre 18 i 24, un 24,8% entre 25 i 44, un 20,1% de 45 a 60 i un 18,1% 65 anys o més.
L'edat mediana era de 36 anys. Per cada 100 dones de 18 o més anys hi havia 88,6 homes.
La renda mediana per habitatge era de 22.604 $ i la renda mediana per família de 29.338 $. Els homes tenien una renda mediana de 27.386 $ mentre que les dones 18.313 $. La renda per capita de la població era de 12.151 $. Entorn del 23,9% de les famílies i el 26,1% de la població estaven per davall del llindar de pobresa.

## Poblacions més properes
El següent diagrama mostra les poblacions més properes.